# Herbert Sieronski
Herbert Sieronski (Berlino, 8 novembre 1906 – 1945) è stato un ciclista su strada tedesco, professionista dal 1930 al 1938 e vincitore di due tappe al Giro di Germania.
Nel 1932 ottenne importanti piazzamenti nelle principali classiche francesi: secondo alla Parigi-Tours, terzo alla Parigi-Roubaix, e quarto alla Bordeaux-Parigi. Prese parte anche al Tour de France, concludendolo, ottenendo come miglior risultato il terzo posto nella prima tappa.
Morì in un campo di prigionia non meglio precisato in Unione Sovietica (forse nei pressi di Mosca).

## Palmarès
- 1928 (dilettanti)

Rund um Leipzig
- 1930

3ª tappa Giro di Germania
- 1932

Marsiglia-Lione
- 1933

Circuit du Mont-Blanc
- 1937

6ª tappa Giro di Germania

## Piazzamenti

### Grandi Giri
- Tour de France

1931: 20º
1932: 39º
- Giro d'Italia

1934: 45º

### Classiche monumento
- Milano-Sanremo

1934: 11º
- Giro delle Fiandre

1931: 22º
- Parigi-Roubaix

1932: 3º
1933: 27º